# Acolasis sublimis
Acolasis sublimis är en fjärilsart som beskrevs av William Schaus 1911. Acolasis sublimis ingår i släktet Acolasis och familjen nattflyn. Inga underarter finns listade i Catalogue of Life.